# Upen Patel
Upen Patel (Londen, 16 augustus 1980) is een Brits acteur en model van Indiaas afkomst die voornamelijk in Hindi films speelt.

## Biografie
Patel neemde deel aan een supermodellen zoektocht wedstrijd van ZEE TV in 2002 en won deze ook, waardoor hij contracten kreeg aangeboden door o.a: Hugo Boss, Paul Smith. Ook werd hij gevraagd voor videoclips, tot hij werd ontdekt door Bollywood en zijn filmdebuut maakte in 2006 met 36 China Town. 
Omdat Upen Patel gebrekkig Hindi spreekt en een sterk Engels accent heeft, is voor zijn stem altijd een stemacteur ingezet. 
Na 2009 werd het een beetje stil rondom hem en besloot hij in 2014 mee te doen aan de realityshow Bigg Boss om zijn carrière nieuw leven in te blazen. Dit opende voor hem de deuren in de Zuid-Indiase filmindustrie.

## Filmografie

### Films
| Jaar | Film                          | Rol            | Opmerking   |
| ---- | ----------------------------- | -------------- | ----------- |
| 2006 | 36 China Town                 | Rocky          |             |
| 2017 | Namastey London               | Imran Khan     |             |
| 2017 | Shakalaka Boom                | Reggie Kapoor  |             |
| 2008 | One Two Three                 | Chandu         |             |
| 2008 | Money Hai Toh Honey Hai       | Manik Khiralal |             |
| 2009 | Ajab Prem Ki Ghazab Kahani    | Rahul Jalan    |             |
| 2015 | I                             | John           | Tamil film  |
| 2017 | Ek Haseena Thi Ek Deewana Tha | Sunny          |             |
| 2019 | Boomerang                     | Sooraj         | Tamil film  |
| 2019 | Chanakya                      | Sohail         | Telugu film |

### Televisie
| Jaar      | Programma            | Rol         | Opmerking                        |
| --------- | -------------------- | ----------- | -------------------------------- |
| 2014–2015 | Bigg Boss 8          | deelnemer   | dag 1 betreden, dag 101 uitgezet |
| 2015      | Bigg Boss Halla Bol  | gast        | om de deelnemers te steunen      |
| 2015      | Nach Baliye 7        | deelnemer   | derde plaatst                    |
| 2015–2016 | MTV Love School      | presentator |                                  |
| 2016      | Comedy Nights Bachao | gast        |                                  |